# José Calvo
José Calvo (Madrid, 3 de marzo de 1916-Las Palmas de Gran Canaria, 16 de mayo de 1980) fue un actor español, continuador de una larga saga familiar.

## Biografía
Abandonó sus estudios de Medicina para dedicarse al teatro. Debuta sobre los escenarios en 1934 y en cine en 1951. Prolífico actor de reparto, llegaría a rodar casi 150 películas a lo largo de cuatro décadas, a las órdenes de directores como Luis Buñuel (en Viridiana y Tristana), Juan Antonio Bardem o Sergio Leone, maestro del «spaghetti western», con quien rodó Por un puñado de dólares (1964), así como con Fernando Fernán Gómez (El mundo sigue, 1965). 
Constituye uno de los mejores actores de reparto del cine español en el siglo XX. En teatro llegó a tener su propia compañía, con la que representó varias comedias (así, por ejemplo, La zurra —1975—, de Jean de Létraz).
En la última etapa de su vida centró su carrera en televisión, participando en espacios como Estudio 1 o Novela.

## Premios
- Premio del Sindicato Nacional del Espectáculo de 1970 por El gran crucero.

## Filmografía
- Dulce nombre (1952).
- La forastera (1952).
- El sistema Pelegrín (1952), como padre de Gelasio.
- Muchachas de Bagdad (1952).
- Concierto mágico (1953).
- La danza de los deseos (1954), como padre de Candela.
- Elena (1954).
- Sucedió en Sevilla (1955), como Mayoral Manuel.
- El indiano (1955), como capataz.
- La cruz de mayo (1955) como fiscal.
- El coyote (1955).
- Duelo de pasiones (1955).
- Un día perdido (1955), como Don Patricio.
- El puente del diablo (1956), como fiscal.
- Ha pasado un hombre (1956), como García.
- Mi tío Jacinto (1956), como almacenista.
- La gran mentira (1956), como productor que habla con censor.
- También hay cielo sobre el mar (1956).
- Todos somos necesarios (1956).
- El expreso de Andalucía (1956), como Arturo.
- El fenómeno (1956), como jefe de los matones.
- La mestiza (1956), como secretario.
- Calle Mayor (1956), como amigote #4 - doctor.
- Manolo guardia urbano (1956), como conductor despistado.
- Un traje blanco (1956), como Ramón.
- El maestro (1957), como Chófer.
- Mensajeros de paz (1957), como ladrón en cárcel.
- Ángeles sin cielo (1957), como compinche de Curro.
- Buongiorno, primo amore! (1957), como Pepe.
- Aquellos tiempos del cuplé (1958), como Cordero.
- Héroes del aire (1958), como capitán.
- El hincha (1958).
- El puente de la paz (1958).
- Las chicas de la Cruz Roja (1958), como paciente de Andrés.
- Marineros, ¡no miréis a las chicas! (1958), como cómplice de Aristóteles.
- Parque de Madrid (1959).
- Somos dos fugitivos (1959).
- Venta de Vargas (1959), como ventero.
- Una gran señora (1959), como Don Manuel.
- El día de los enamorados (1959), como Nica.
- El gafe (1959).
- El secreto de papá (1959).
- A las cinco de la tarde (1960), como amigo.
- Juicio final (1960).
- El amor que yo te di (1960).
- El Litri y su sombra (1960), como aficionado.
- El hombre que perdió el tren (1960).
- Crimen para recién casados (1960), como oficial naval.
- El traje de oro (1960).
- La quiniela (1960).
- Don Lucio y el hermano Pío (1960), como el Pecas.
- El vagabundo y la estrella (1960), como Eufrasio.
- Alma aragonesa (1961), como tío Ramón.
- Viridiana (1961), como Don Amalio.
- El indulto (1961), como empleado estación de Madrid.
- Fantasmas en la casa (1961).
- Kilómetro 12 (1961).
- Historia de un hombre (1961).
- La banda de los ocho (1962), como padre de Miguelín.
- I tromboni di Fra Diavolo (1962).
- El valle de las espadas (1963), como fraile.
- El precio de la muerte (1963), como Porter.
- Scherezade (1963).
- El globo azul (1963).
- El sol en el espejo (1963), como señor Pardo.
- Gringo (1963), como Francisco.
- Suspendido en sinvergüenza (1963).
- Júrame (1964).
- Los mangantes (1964), como brigadier.
- Crucero de verano (1964), como Fodar.
- Llanto por un bandido (1964), como cliente de la posada.
- Los elegidos (1964), como Boquerón.
- I marziani hanno 12 mani (1964), como marido geloso.
- Por un puñado de dólares (1964), como Silvanito.
- Extraconyugal (1964), como commendatore Sasselli.
- Oklahoma John (1965), como Rod Edwards.
- La mentirosa (1965).
- Historias de la televisión (1965), como Ramón Valladares.
- El mundo sigue (1965), como dueño bar.
- El último rey de los incas (1965).
- El hombre de Toledo (1965), como Don Canio.
- Agente Z-55, Misión Hong Kong (1965), como Anthony Blade, el director de la compañía.
- La dama de Beirut (1965).
- La primera aventura (1965), como Cosme.
- Plazo para morir (1965), como sheriff.
- ¿Por qué seguir matando? (1965), como López.
- Una ráfaga de plomo (1965), como Yusuff.
- El parasol (1965), como comendador Tagliaferri.
- Platero y yo (1966), como Don José.
- Dos contra Al Capone (1966), como Al Capone.
- La viuda soltera (1966).
- Nuevo en esta plaza (1966), como Tomás.
- Tres noches violentas (1966).
- Che notte ragazzi! (1966), como chófer.
- Por mil dólares al día (1966), como Carranza.
- No hago la guerra... prefiero el amor (1966), como Don Getulio.
- El filo del miedo (1967), como Don César de Urdaz.
- El día de la ira (1967), como Blind Bill.
- Dos veces Judas (1968), como doctor Russell.
- Los pistoleros de Paso Bravo (1968), como vendedor de agua.
- Aquí robamos todos (1968), como Martin.
- El crimen también juega (1969), como Benson.
- Cantando a la vida (1969).
- La muerte de un presidente (1969), como doctor Strips.
- Golpe de mano (Explosión) (1970), como padre de Novales.
- Tristana (1970), como campanero.
- El gran crucero (1970).
- El clandestino (1970).
- Los amores de Don Juan (1971), como Sultano Selim.
- El sol bajo la tierra (1971), como Joselito Cosorito.
- Asesinatos de la Calle Morgue (1971), como jorobado.
- Los días de Cabirio (1971), como padre de Mary Carmen.
- El rapto de Elena, la decente italiana (1972), como abogado.
- Dust in the Sun (1972), como el Gran Goldoni.
- Trágica ceremonia en Villa Alexander (1972), como Sam David.
- La redada (1973), como jefe superior de policía.
- Carta de amor de un asesino (1973), como Ramón.
- Un trabajo tranquilo (1973), como Don Nicolone Salento.
- Joe y Margerito (1974), como Don Salvatore.
- Pim, pam, pum... ¡fuego! (1975), como policía.
- El hombre que desafió a la organización (1975), como Zaccaria Rabajos.
- Las bodas de Blanca (1975), como cuñado de Antonio.
- Esclava te doy (1976), como juez.
- Las delicias de los verdes años (1976), como D. Illán.
- El secreto inconfesable de un chico bien (1976), como Don Gumersindo.
- La espada negra (1976).
- Secretos de alcoba (1977), como Luis.
- El último guateque (1977), como Don Julián.
- El huerto del francés (1978), como José Muñoz Lopera.
- Mi mujer no es mi señora (1978), como Don Homero.
- Soldados (1978).
- Tiempos de constitución (1979).
- En mil pedazos (1980), como Joaquín Faldrao.
- ¡Qué verde era mi duque! (1980), como palurdo.
- Carta a nadie (1984)